# Мурундава
Мурундава (устар. «Морондава», фр. Morondava) — город на Мадагаскаре.

## География
Расположен на западе страны, в дельте реки Мурундава. Административный центр региона Менабе, который входит в состав провинции Тулиара.

## Население
Население по данным на начало 2012 года составляет 41 819 человек; население по данным переписи 1993 года насчитывало 25 021 человек.

## Транспорт
Имеется аэропорт, принимающий внутренние рейсы Антананариву и Тулиара. Расстояние до столицы страны по дороге составляет около 750 км. Важной частью экономики города является рыболовство.